# Clappia cahabensis
Cahaba pebblesnail (Clappia cahabensis) là một loài ốc nước ngọt rất nhỏ và là động vật chân bụng thân mềm sống dưới nước trong họ Hydrobiidae. Đây là loài đặc hữu của Hoa Kỳ. Môi trường sống tự nhiên của nó là các con sông. Loài này được đặt tên theo Cahaba, Alabama và sông Cahaba.
Cahaba pebblesnail được cho là đã tuyệt chủng, một trong 34 loài ốc sên là nạn nhân của việc xây dựng các con đập dọc theo sông Coosa từ 1917 tới 1967. Tuy nhiên vào năm 2004, các nhà khoa học tìm thấy ra loài ốc sên này sống cách đó khoảng 50 dặm về phía tây, tại sông Cahaba thuộc Alabama, dòng sông chạy song song với sông Coosa.